# Dalea brachystachys
Dalea brachystachys là một loài thực vật có hoa trong họ Đậu. Loài này được A. Gray miêu tả khoa học đầu tiên năm 1853.